# إيتيان بيزو
إيتيان بيزو (بالفرنسية: Étienne Bézout؛ 31 مارس، 1730م - 27 سبتمبر، 1783م) هو رياضياتي فرنسي، ولد في نمور، وتوفي في آفون.

## سيرته
كان والد ايتيين بيزو قاضيا في مدينة نمور وكانت عادة العائلة تقضي بان يصبح ايتيين قاضيا كابيه وجده لكن ايتيين قرر ان يصبح رياضيا بعد ان قرأ افكار اويلر الرائعة في الرياضيات. في عام 1756 نشر رسالة في الديناميكا وفي السنة الموالية نشر Quantités différentielles كميات تفاضلية وفي سنة 1758 نشر Rectification des courbes.
في سنة 1758 انتخب بيزوه نائبا في اكاديمية العلوم وفي سنة 1768 أصبح فاحص حرس البحريه
بيزوه مشهور أيضا بدروسه في الرياضيات التي كان اولها Cours de mathématiques à l'usage des Gardes du Pavillon et de la Marine وهو ينقسم إلى أربعة اجزاء
في سنة 1768 توفي كاموس فاحص جهـاز الحربيه فشغل منصبه ايتيين وخرّج دروس رياضيات أخرى هي Cours complet de mathématiques à l'usage de la marine et de l'artillerie وقد لقيت هذه الدروس نجاحا كبيرا واتخذ منها التلامذة المتقدمون لامتحان ولوج مدرسة البولتكنيك Polytechnique مرجعا لدراسة الرياضيات
استعمل بيزوه المحددات لحل المعادلات ظهر هذا في رسالته Sur le degré des équations résultantes de 1764 l'évanouissement des inconnues

## مؤلفاته
- Cours de mathématiques à l'usage des gardes du pavillon et de la marine، الجزء الأول عناصر الحساب.

- Cours de mathématiques à l'usage des gardes du pavillon et de la marine، الجزء الثاني عناصر الهندسة والحساب المثلثي.

- Cours de mathématiques à l'usage des gardes du pavillon et de la marine، الجزء الثالث الجبر وتطبيق هذا العلم على الحساب والهندسة.

- Cours de mathématiques à l'usage des gardes du pavillon et de la marine، الجزء الرابع المبادئ العامة للميكانيك مسبوقة بالمبادئ الحسابية التي تصلح مقدمة للعلوم الفيزيورياضية.

## وصلات خارجية
- إيتيين بيزوه على موقع مشروع إحصاء علماء الرياضيات.